# Kazuhisa Iijima
Kazuhisa Iijima (jap. 飯島 寿久, Iijima Kazuhisa; * 6. Januar 1970 in der Präfektur Tokio) ist ein ehemaliger japanischer Fußballspieler.

## Karriere
Iijima erlernte das Fußballspielen in der Schulmannschaft der Teikyo High School und der Universitätsmannschaft der Tokai-Universität. Seinen ersten Vertrag unterschrieb er 1992 bei Nagoya Grampus Eight. Der Verein spielte in der höchsten Liga des Landes, der J1 League. 1996 wurde er mit dem Verein Vizemeister der J1 League. 1995 und 1999 gewann er mit dem Verein den Kaiserpokal. Für den Verein absolvierte er 179 Erstligaspiele. 2001 wechselte er zum Zweitligisten Kawasaki Frontale. Für den Verein absolvierte er 43 Spiele. 2002 wechselte er zum Ligakonkurrenten Avispa Fukuoka. Für den Verein absolvierte er 34 Spiele. Ende 2002 beendete er seine Karriere als Fußballspieler.

## Erfolge
Nagoya Grampus Eight
- J1 League

Vizemeister: 1996
- Kaiserpokal

Sieger: 1995, 1999